# لوک دوراکس
لوک دوورو (به انگلیسی: Luc Deveraux) نام یک شخصیت داستانی و قهرمان سری فیلم‌های سرباز جهانی است، که توسط مشهورترین بازیگر بلژیکی و هنرمند رزمی، ژان کلود ون دام برای اولین در سال ۱۹۹۲ در فیلم سرباز جهانی (فیلم ۱۹۹۲) به تصویر کشیده شد. و سری‌های بعدی آن سرباز جهانی: بازگشت (۱۹۹۹)، سرباز جهانی: احیا (۲۰۱۰) و سرباز جهانی: روز حساب (۲۰۱۲) نام دارد. و یک بار دیگر توسط مت باتلاگیا در فیلم‌های دنباله دار غیررسمی سرباز جهانی که به صورت فیلم ویدئویی به تصویر کشیده شد. سرباز جهانی ۲: برادران در ارتش و سرباز جهانی۳ :عملیات ناتمام که هر دو در سال ۱۹۹۸ منتشر شد.

## زندگی شخصی
او از والدین کیجن‌ها متولد شد و در مزرعه‌ای در مراوکس، لوئیزیانا بزرگ شد. بسیاری از جزئیات دوران کودکی وی بدون توضیح باقی مانده‌است، اگرچه می‌توان حدس زد که او در حدود یا قبل از سال ۱۹۴۷ متولد شده‌است، و هنگامی که به ویتنام اعزام می‌شود، حداقل ۲۰ ساله می‌شود.